# Delia setisissima
Delia setisissima är en tvåvingeart som först beskrevs av Huckett 1929.  Delia setisissima ingår i släktet Delia och familjen blomsterflugor. Inga underarter finns listade i Catalogue of Life.